# Brasilien i olympiska sommarspelen 1948
Brasilien deltog med 70 deltagare vid de olympiska sommarspelen 1948 i London. Totalt vann de en bronsmedalj.

## Medaljer

### Brons
- Algodão, Bráz, Ruy de Freitas, Marcus Vinícius Dias, Affonso Évora, Alexandre Gemignani, Alfredo da Motta, Alberto Marson, Nilton Pacheco och Massinet Sorcinelli - Basket.